# Rozariu

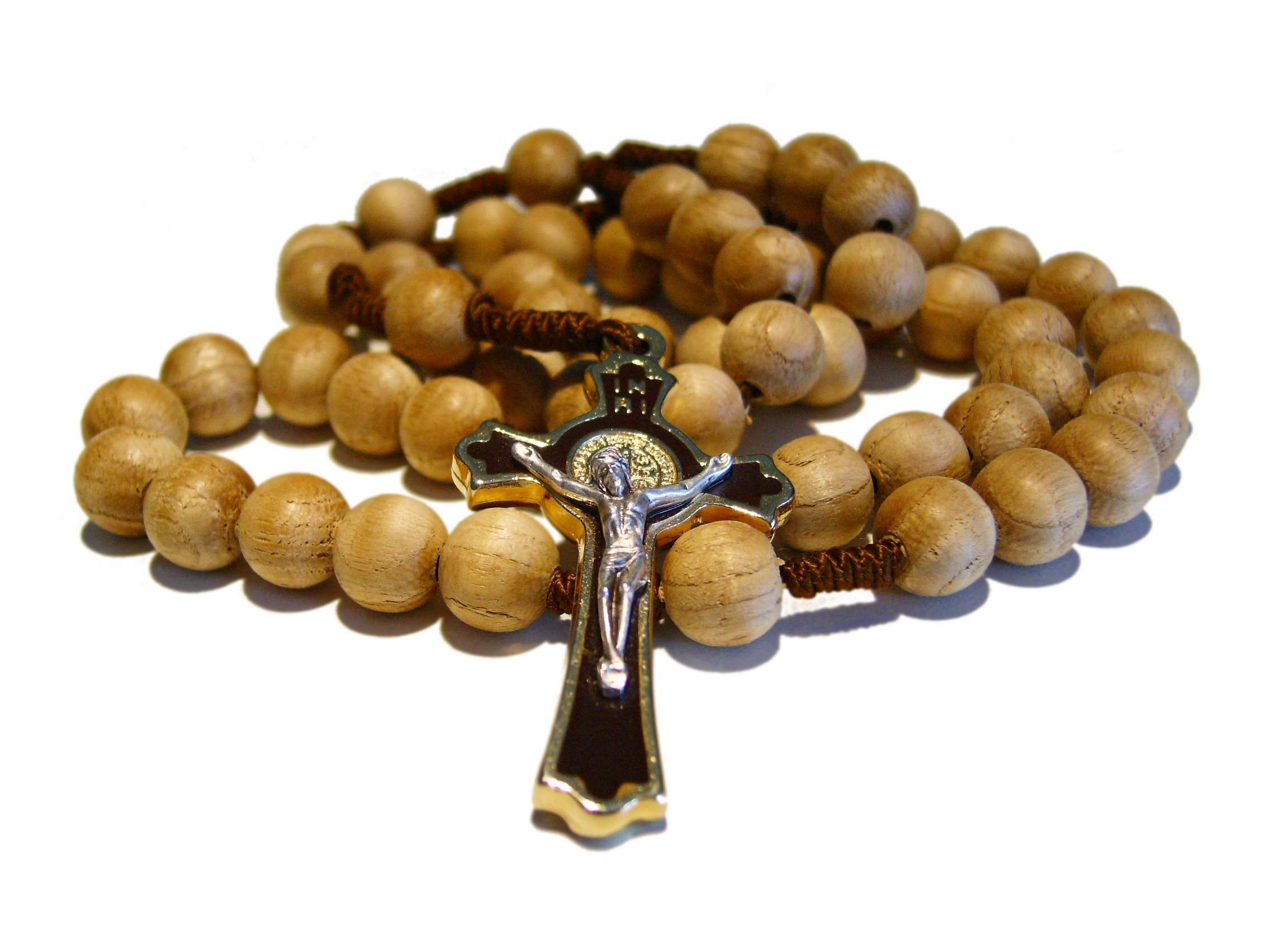
Rozariu

Rozariul (în engleză Rosary) este o culegere de rugăciuni concepută de Dominic de Guzman (1170-1221), fondatorul Ordinului dominican, spre a cinsti cincisprezece din cele mai importante mistere ale vieții lui Isus și ale Sf. Maria.
Rozariu poate fi și un șirag de mărgele folosit de credincioșii catolici pentru a ține evidența rugăciunilor rostite.
De-a lungul secolelor, rozariul a fost promovat de mai mulți papi ca parte a venerării Fecioarei Maria.
Biserica a recunoscut întotdeauna eficacitatea deosebită a acestei rugăciuni, încredințându-i astfel, recitării ei în comun, practicării ei constante, problemele cele mai dificile. În momente în care creștinismul însuși era amenințat, îndepărtarea pericolului a fost atribuită puterii acestei rugăciuni, iar Fecioara Rozariului a fost aclamată ca mijlocitoare a salvării.
Rugăciunea este pentru harul pentru ei înșiși și pentru alții, pentru difuzarea de fapte bune din întreaga lume, pentru a rezolva conflictele internaționale, la convertire și creștere spirituală.
Sora Lucia a spus părintelui Fuentes într-un faimos interviu din 1957:
“Iată părinte, preasfânta Fecioară în aceste ultime vremuri în care trăim a dat o nouă eficiență recitării Rozariului atât de mult încât nu este problemă, nu contează cât de grea, fie că e temporară sau mai important decât orice, spirituală, în viața personală a fiecăruia dintre noi, a familiilor noastre, a familiilor lumii, sau a comunităților religioase, chiar și în viața popoarelor și națiunilor, pe care să nu o putem rezolva prin recitarea sfântului Rozariu. Nu este problemă, îți spun, nu contează cât de grea ar fi, pe care să nu o putem rezolva prin rugăciunea sfântului Rozariu. Cu sfântul Rozariu, ne vom salva pe noi, ne vom sfinți, îl vom consola pe Domnul nostru și vom obține mântuirea multor suflete.”
Secvența rugăciunilor este Tatăl nostru, Ave Maria repetată de zece ori, Glorie Tatălui (en), urmată uneori de Rugăciunea de la Fatima (en). Fiecare secvență este cunoscută ca o decadă. Cinci astfel de decade sunt rostite după ce s-a început cu Crezul Apostolilor și cinci rugăciuni inițiale. Rugăciunea fiecărei astfel de decade este însoțită de meditația asupra unuia din Misterele Rozariului (en), care amintesc de viața lui Isus.
Cele 15 mistere tradiționale ale Rozariului au fost stabilite de către Papa Pius al V-lea, pe baza unei lungi tradiții din secolul al VI-lea. Misterele sunt grupate în trei categorii: mistere ale Bucuriei, misterele Suferinței, și misterele Gloriei divine. În 2002 Papa Ioan Paul al II-lea a anunțat un set nou, opțional, de cinci noi mistere numite misterele Luminii, aducând numărul misterelor la 20.
Tipul Rozariului și numărul de boabe din care este format poate să difere de la o comunitate religioasă la alta, în funcție de  specificul devoțiunii catolice:
- Rozariul standard, stabilit de papa Pius al V-lea;
- Rozariul îngerilor (fr);
- Coroana franciscană (it);
- Rozariul Sfântului Anton din Padova;
- Devoțiune pentru cele 5 răni ale lui Isus (fr);
- Devoțiunea Divinei Îndurări (fr);
- Rozariul Sfintei Brigita (a Suediei);
- Rozariul celor Șapte Dureri ale Maicii Domnului [5];
- Misterele de lumină constituie Rozariu separat (la sugestia romano-catolicilor tradiționaliști);
- Rozariul trinitar: 
  1. Rozariul trisaghion (fr) al Ordinului trinitar (la);
  2. Rozariul trisaghion se poate referi la orice set de mărgele de rugăciune creștină, prin intermediul cărora rugăciunile dedicate Sfintei Treimi sunt rostite.
- Rozariul miraculos (ecumenic) (en), folosit de catolicii liberali, de ortodocși și de mai multe grupări protestante;
- mătăniile (fr) (șirag folosit de catolicii orientali, mai ales de cei de rit bizantin).

Un alt instrument catolic și marian, unit cu Rozariul, la invitația Sfântului Scaun, e Scapularul Maro (fr). Vezi articolul Rozariul și scapularul⁠(d) și despre mătăniile⁠(d) creștine mai rare.

## Imagini

Rozariu catolic
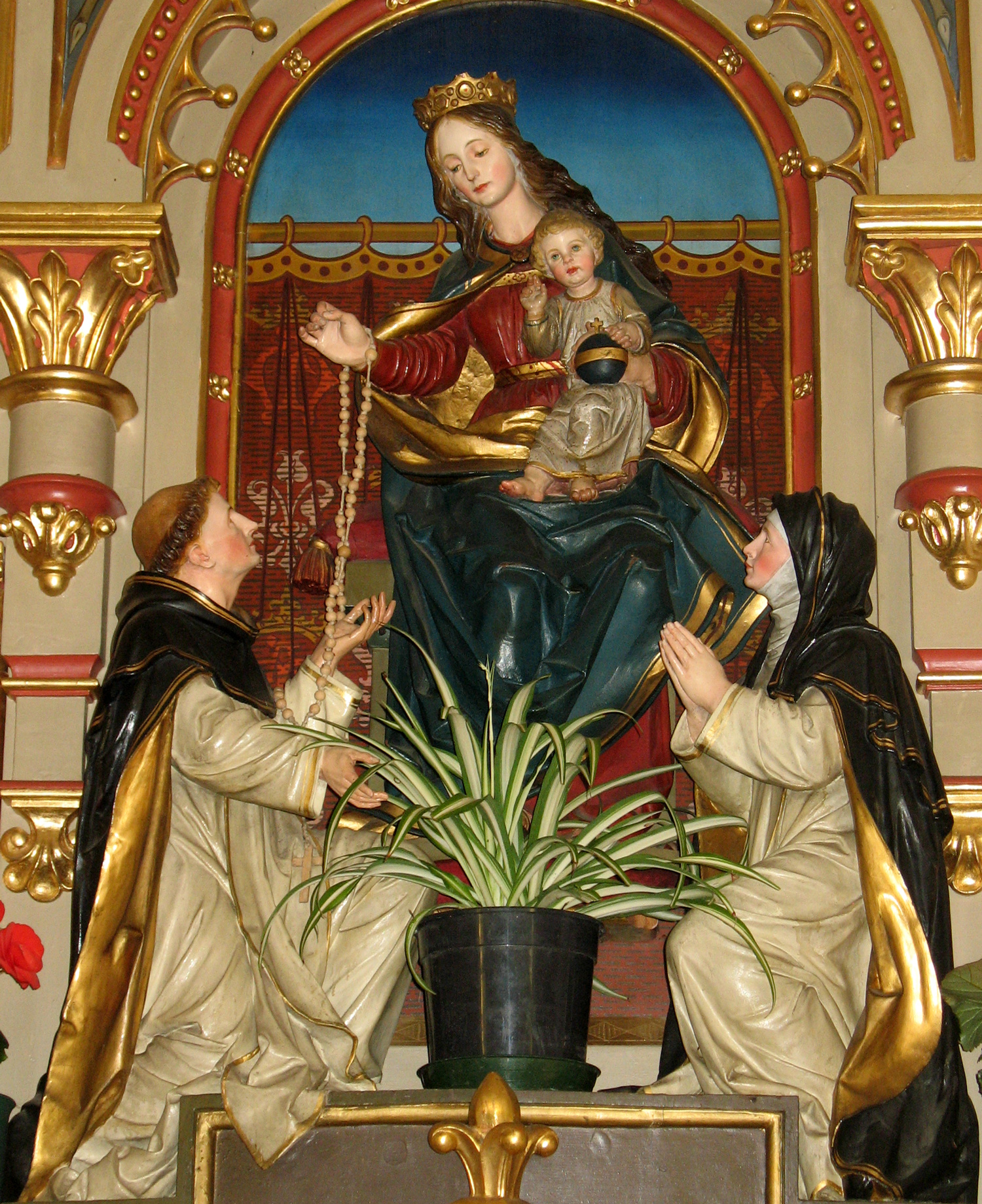
Sf. Maria, Sf. Dominic şi Sf. Ecaterina de Siena (sculptură de Franz Tavella în biserica din Atzwang, Tirolul de sud)
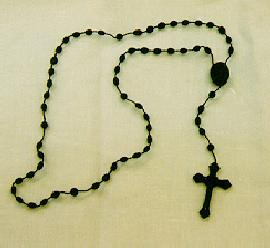
Rozariu catolic